# Kötschach-Mauthen

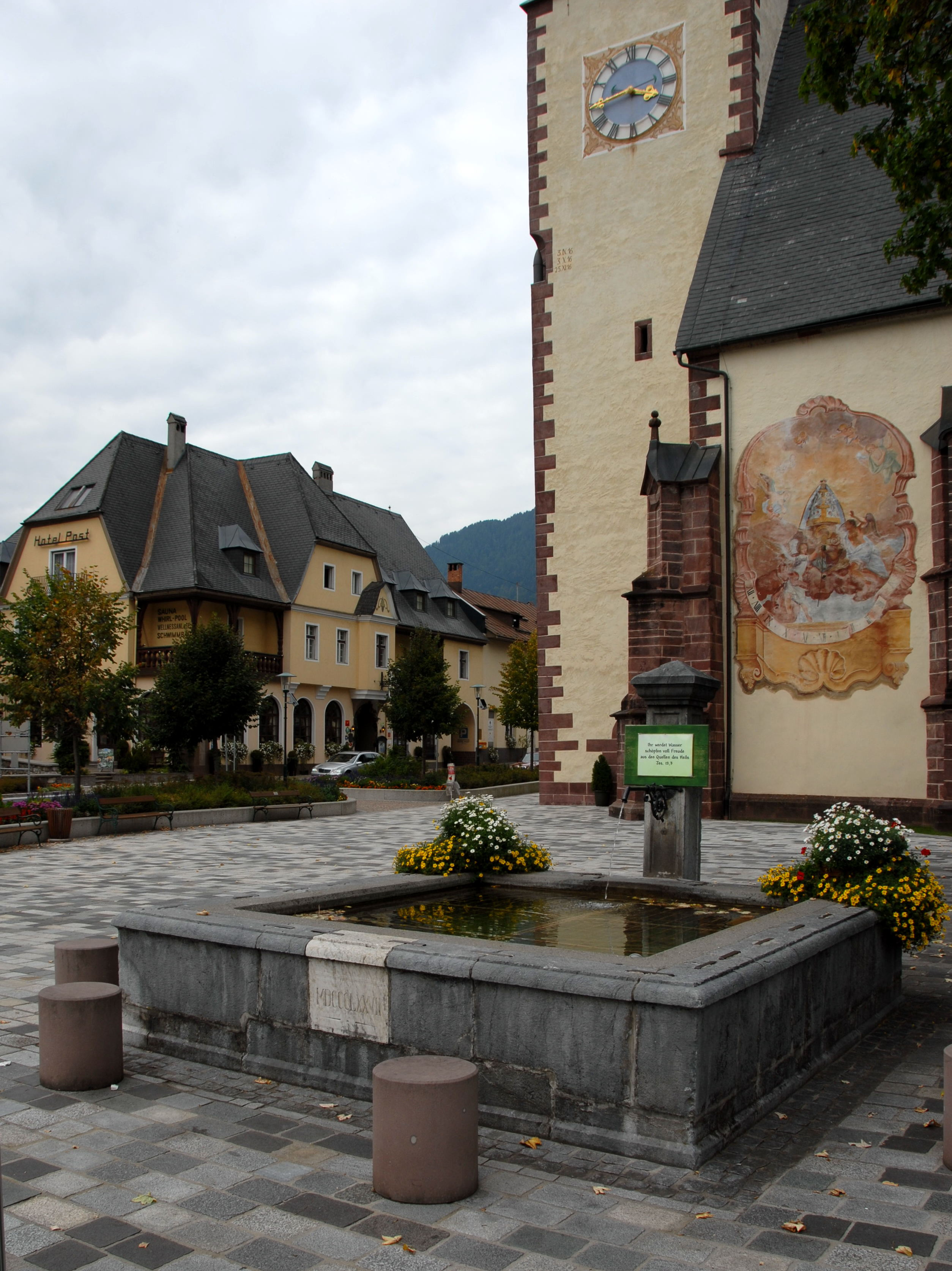
Brunnen am Hauptplatz in Kötschach

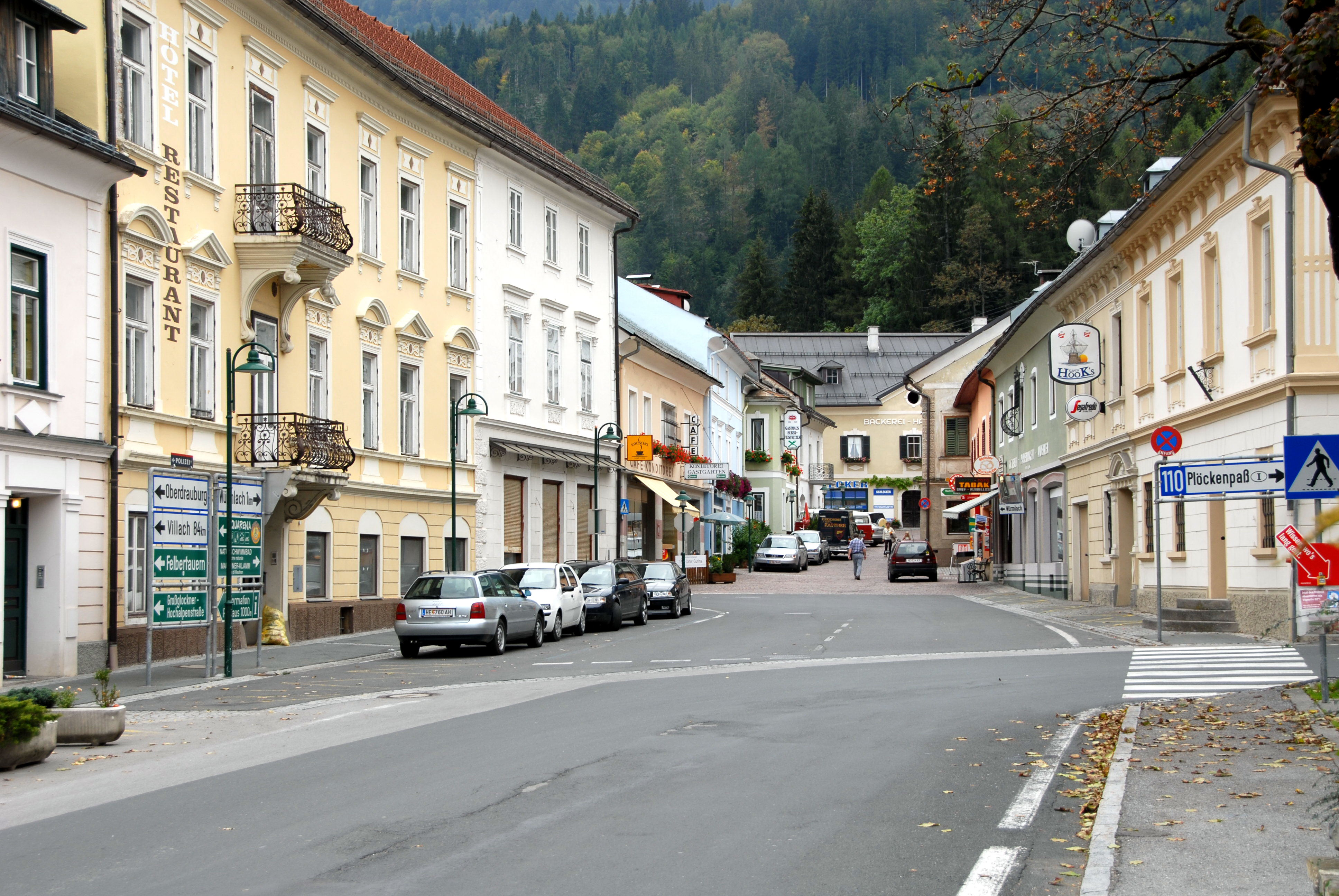
Hauptstraße in Mauthen

Kötschach-Mauthen (slow.: Koče-Muta) ist eine österreichische Marktgemeinde im Bezirk Hermagor in Kärnten mit 3320 Einwohnern (Stand 1. Jänner 2025).

## Geographie

### Geographische Lage
Die Gemeinde liegt 34 km westlich von Hermagor (Šmohor) am Übergang des Oberen Gailtales (Ziljska dolina) ins Lesachtal. Sie ist Ausgangspunkt der Straßen nach Norden über den Gailbergsattel, nach Süden über den Plöckenpass, nach Westen ins Lesachtal über Maria Luggau bis Sillian und nach Osten über Hermagor bis Arnoldstein.

### Gemeindegliederung
Kötschach-Mauthen ist in die vier Katastralgemeinden Kötschach, Mauthen, Strajach und Würmlach gegliedert.
Das Gemeindegebiet umfasst folgende 31 Ortschaften (in Klammern Einwohnerzahl Stand 1. Jänner 2025):
- Aigen (14)
- Buchach (6)
- Dobra (3)
- Dolling (Dolniče) (8)
- Gailberg (8)
- Gentschach (13)
- Gratzhof  (Gradec)(9)
- Höfling (22)
- Kosta (Hosta) (10)
- Kötschach (Koče) – Hauptort (1528)
- Kreuth (Rut(e)) (60)
- Kreuzberg (12)
- Krieghof (7)
- Kronhof (15)
- Laas (Laz) (249)
- Lanz (Klanec) (9)
- Mahlbach (8)
- Mandorf (20)
- Mauthen (Muta) (725)
- Nischlwitz (10)
- Passau (2)
- Plöcken (0)
- Plon (13)
- Podlanig (30)
- Sittmoos (14)
- St. Jakob im Lesachtal (72)
- Strajach (Srejah) (82)
- Weidenburg (50)
- Wetzmann (21)
- Würda (0)
- Würmlach (Bumlje) (300)

Weitere Ortslagen sind die Weiler Kienze, Maierle und Vorhegg.

### Nachbargemeinden
|           | Oberdrauburg                                | Dellach im Drautal |
| Lesachtal | Kompassrose, die auf Nachbargemeinden zeigt | Dellach            |
|           | Plöckenpass                                 | Paularo            |

## Geschichte
Das heutige Gemeindegebiet wurde schon vor dem 2. Jahrhundert v. Chr. besiedelt. Auf der Würmlach Alm wurde eine Venetische Felsinschrift gefunden, die zu den ältesten Schriftdenkmälern Österreichs zählt. Über den Plöckenpass führte eine Römerstraße, an der sich im Gebiet der heutigen Ortschaft Mauthen eine Siedlung namens „Loncium“ befunden haben soll. Von dieser Kopfstation konnte bisher nur 1886 ein römischer Wachturm auf dem Plöckner Rain (oberhalb der zweiten Serpentine der Plöckenstraße) freigelegt werden. Weitere Grabungen am Maria-Schnee-Hügel und im Fundament des dortigen Wallfahrtskirchleins brachten Mauerreste zutage, die ebenfalls vom antiken Loncium stammen könnten. Der Name Mauthen geht auf das altdeutsche „muta“ (= Maut) zurück und dieser ist wiederum ein Lehnwort aus dem Gotischen „mota“ (= Zoll).
Im Mittelalter erlebte die Region durch den Abbau von Eisenerz, Gold, Silber und Blei eine wirtschaftliche Blüte. Die meisten der heutigen Ortschaften wurden bereits im Mittelalter erstmals urkundlich erwähnt: Mauthen 1276, Höfling 1300, Kötschach 1308, Podlanig 1374, Würmlach 1374 und St. Jakob 1376. Im 16. Jahrhundert folgten Laas (1510), Mandorf (1521) und Gentschach (1590).
Bereits 1319 wurde das Landgericht nach Mauthen verlegt, ein Beweis, dass der Ort schon damals große Bedeutung hatte.
Am 20. Juni 1478 gelang osmanischen Reitern unter Führung von Omar ben Bekr der Durchbruch bis ins obere Gailtal und die überrannten Ortschaften wie Kötschach wurden in Brand gesteckt.
1485 reiste der Bischof Pietro von Caorle im Auftrag des Patriarchen von Aquilea über den Plöckenpass um im Gailtal und in Osttirol bischöfliche Funktionen auszuüben. Sein Begleiter Paolo Santonino erwähnt in seinen Reisetagebüchern, dass der Bischof wiederholt „im wunderschönen Ort Mauthen“ Quartier bezog.
Kaiser Karl V. zeichnete den Markt Mauthen am 25. März 1524 durch die Verleihung eines Wappens aus. Das Wappenbild stellt einen verwundeten Bären in blaugelbem Feld dar.
1618 vernichtete ein Großbrand viele Gebäude und zahlreiche wertvolle, den Ort betreffende Dokumente. Seit dem 16. Jahrhundert gehörte die Region zur Grafschaft Ortenburg. Im Ortsteil Hammerle stand ein Hochofen des Grafen von Ortenburg, und 1714 errichtete dort und in Wetzmann der Gewerke di Gaspero Hammerwerke, auf die die Ortsbezeichnung zurückgeht.
1809 zogen napoleonische Truppen über den Plöckenpass nach Mauthen und gliederten ganz Oberkärnten in das von Napoleon geschaffene Königreich Illyrien ein. Manche Namen stammen noch aus dieser Zeit wie das „Mageseng“ (Magazin) auf der Kreuztratte am Plöckenpass. 1813 zogen die Franzosen ab.
1823 wurde Kötschach von einer derart schweren Hochwasserkatastrophe heimgesucht, dass man nur noch kriechend in das Innere der Kirche gelangen konnte. 1886 und 1902 richteten Großbrände schwere Schäden in Kötschach an, und 1903 suchte ein erneuter Großbrand die Mauthner heim.
Im Ersten Weltkrieg war Mauthen der dem Plöckenpass nächstgelegene Etappenort mit zahlreichen Nachschubkolonnen, Feldlazaretten und Badeanstalten. Mauthen wurde von der italienischen Artillerie 34 Mal beschossen, ebenso Kötschach und andere Nachbarorte. Nach dem Kriegseintritt Italiens entschloss sich die Heeresleitung, die Gailtalbahn über Hermagor hinaus bis Kötschach-Mauthen zu bauen, die bereits 1916 ihren Betrieb aufnahm.
Anlässlich des zehnjährigen Jubiläums der Kärntner Volksabstimmung wurde Kötschach 1930 formal zum Markt erhoben.
1958 wurden die Dörfer Kötschach und Mauthen zu einem Doppelort Kötschach-Mauthen rechtlich zusammengelegt und zu einer politischen Gemeinde erklärt; im Zuge der Gemeindereform 1973 erweiterten die Eingemeindungen von Orten im oberen Gailtal und im unteren Lesachtal den Ort zu einer Flächengemeinde.

### Bevölkerungsentwicklung
| Kötschach-Mauthen: Einwohnerzahlen von 1869 bis 2024 | Kötschach-Mauthen: Einwohnerzahlen von 1869 bis 2024 | Kötschach-Mauthen: Einwohnerzahlen von 1869 bis 2024 | Kötschach-Mauthen: Einwohnerzahlen von 1869 bis 2024 | Kötschach-Mauthen: Einwohnerzahlen von 1869 bis 2024 |
| ---------------------------------------------------- | ---------------------------------------------------- | ---------------------------------------------------- | ---------------------------------------------------- | ---------------------------------------------------- |
| Jahr                                                 |                                                      |                                                      |                                                      | Einwohner                                            |
| 1869                                                 | 1869                                                 |                                                      | 2.739                                                | 2.739                                                |
| 1880                                                 | 1880                                                 |                                                      | 2.901                                                | 2.901                                                |
| 1890                                                 | 1890                                                 |                                                      | 2.687                                                | 2.687                                                |
| 1900                                                 | 1900                                                 |                                                      | 2.683                                                | 2.683                                                |
| 1910                                                 | 1910                                                 |                                                      | 3.199                                                | 3.199                                                |
| 1923                                                 | 1923                                                 |                                                      | 2.937                                                | 2.937                                                |
| 1934                                                 | 1934                                                 |                                                      | 3.079                                                | 3.079                                                |
| 1939                                                 | 1939                                                 |                                                      | 3.301                                                | 3.301                                                |
| 1951                                                 | 1951                                                 |                                                      | 3.673                                                | 3.673                                                |
| 1961                                                 | 1961                                                 |                                                      | 3.663                                                | 3.663                                                |
| 1971                                                 | 1971                                                 |                                                      | 3.740                                                | 3.740                                                |
| 1981                                                 | 1981                                                 |                                                      | 3.632                                                | 3.632                                                |
| 1991                                                 | 1991                                                 |                                                      | 3.573                                                | 3.573                                                |
| 2001                                                 | 2001                                                 |                                                      | 3.613                                                | 3.613                                                |
| 2011                                                 | 2011                                                 |                                                      | 3.417                                                | 3.417                                                |
| 2021                                                 | 2021                                                 |                                                      | 3.309                                                | 3.309                                                |
| 2024                                                 | 2024                                                 |                                                      | 3.341                                                | 3.341                                                |
| Quelle(n): Statistik Austria, Gebietsstand 1.1.2021  |                                                      |                                                      |                                                      |                                                      |

### Staatsbürgerschaft, Glaubensbekenntnis
Laut Volkszählung 2001 hatte Kötschach-Mauthen 3.613 Einwohner. Davon waren 95,0 % österreichische, 1,2 % deutsche und 0,9 % türkische Staatsbürger. 89,1 % der Bevölkerung bekannten sich zur römisch-katholischen, 6,6 % zur evangelischen Kirche und 1,3 % waren islamischen Glaubens, 1,8 % der Bevölkerung ohne religiöses Bekenntnis.

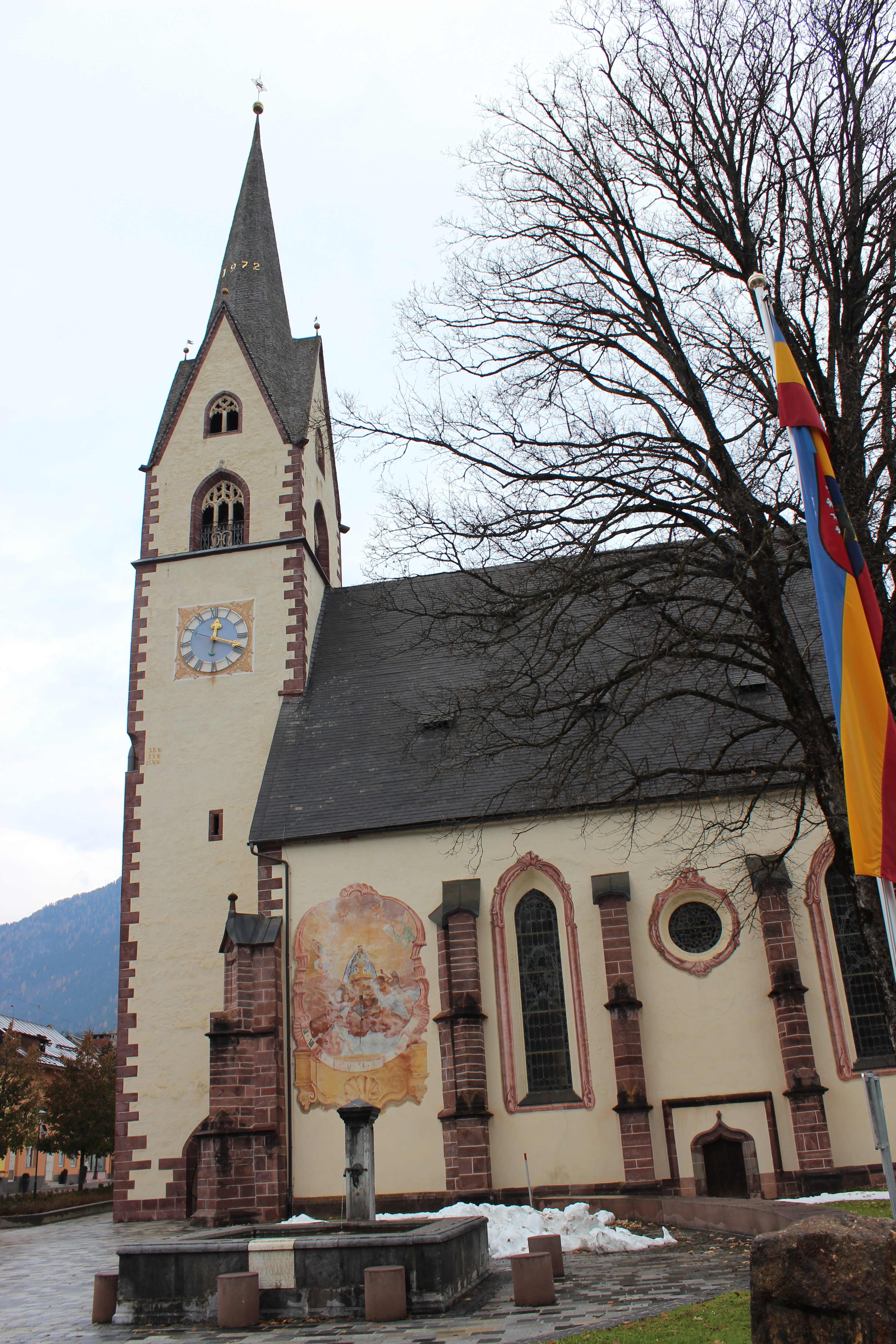
Pfarrkirche Kötschach

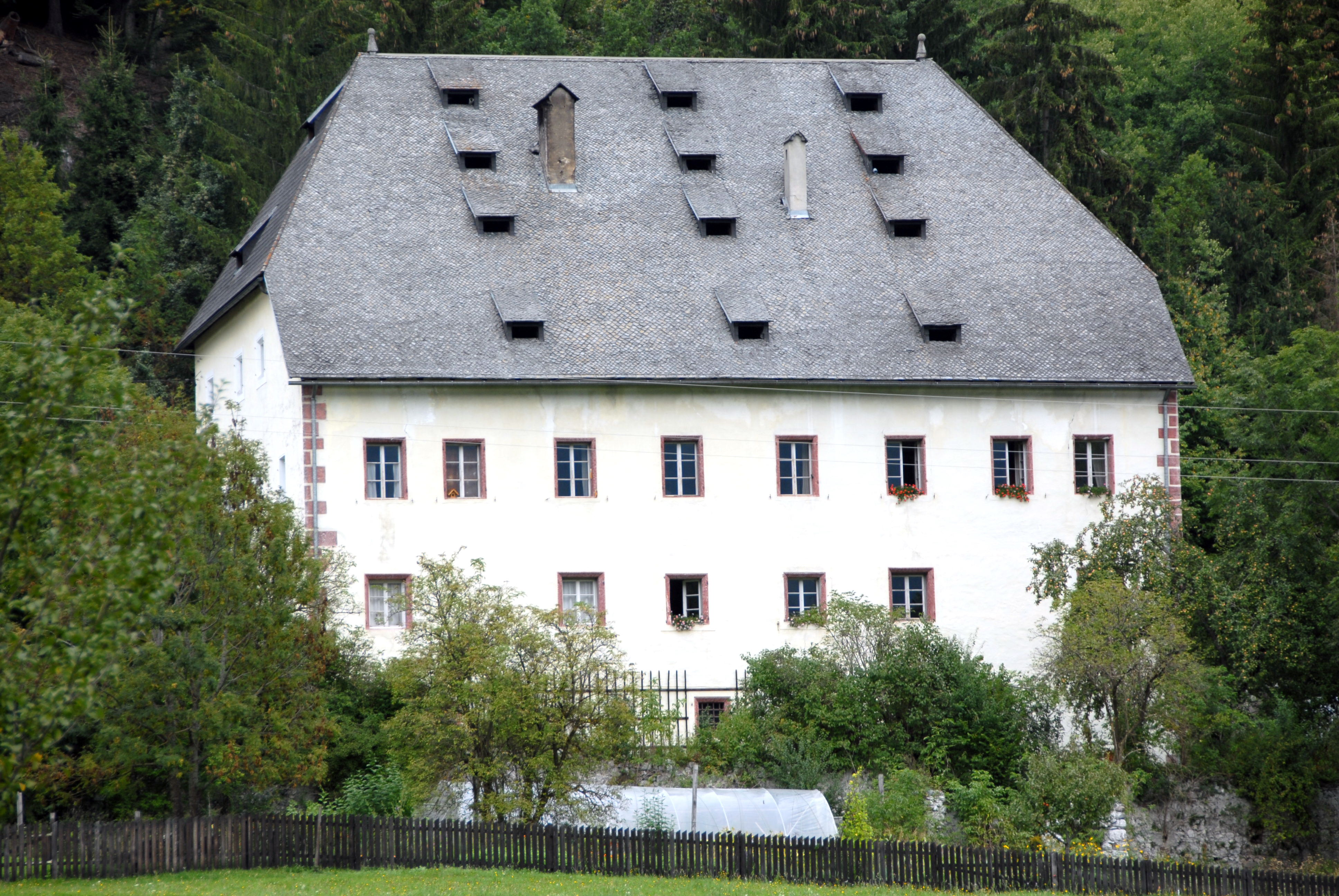
Schloss Mandorf

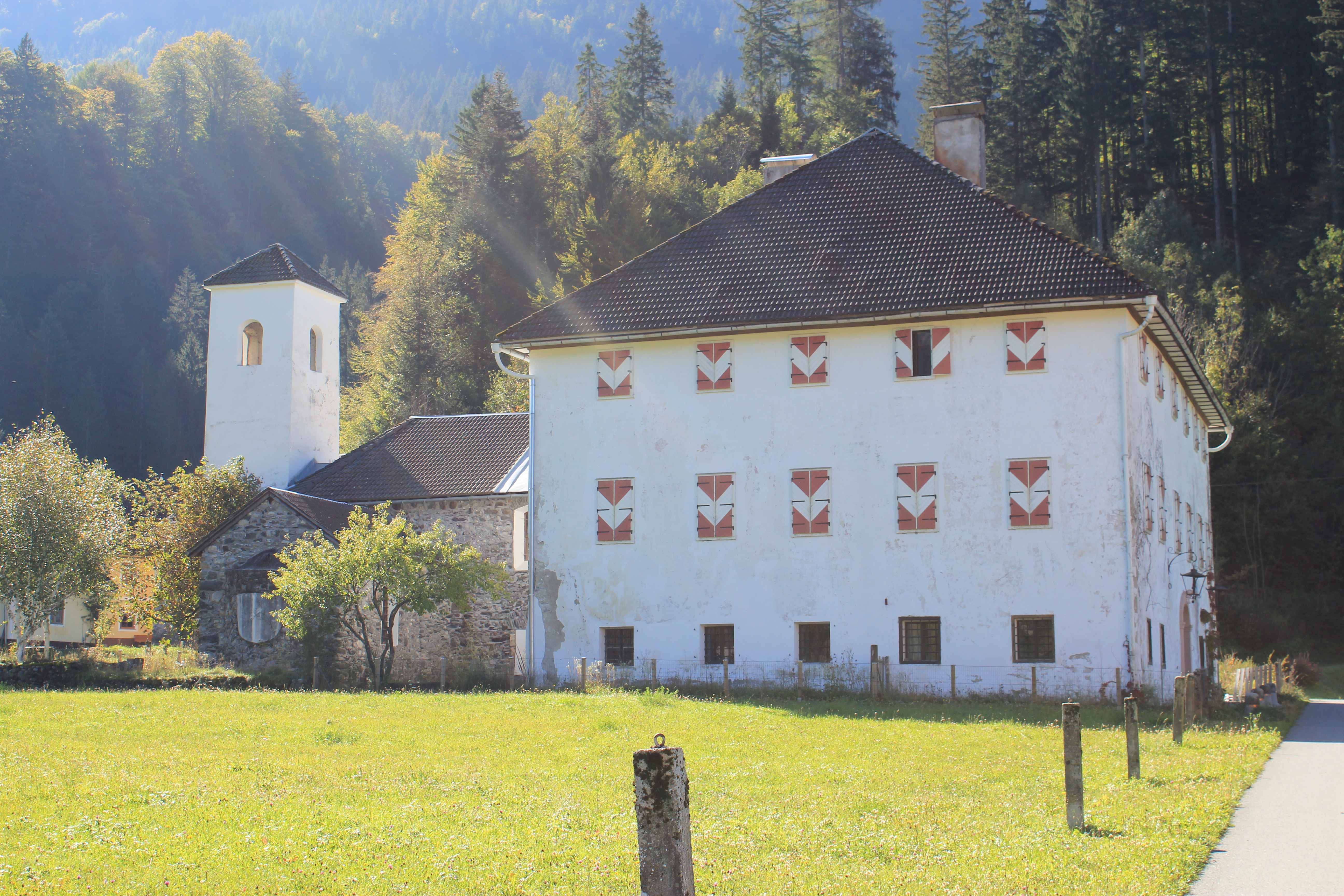
Schloss Weidenburg

## Kultur und Sehenswürdigkeiten
- Die Pfarrkirche Kötschach ist eine spätgotische Hallenkirche und wird auch Gailtaler Dom genannt. 1399 erstmals urkundlich genannt, erhielt sie durch einen Neubau von 1518 bis 1527 ihr heutiges Erscheinungsbild. Baumeister war Bartlmä Firtaler. Die Kirche erscheint heute als dreischiffige spätgotische Halle, deren südliche Seitenschiffe bedeutend schmäler sind, weil Teile des Vorgängerbaus in den Neubau mit einbezogen wurden. Die Westempore erstreckt sich über die drei Schiffe. Das Gewölbe ist ein Netzgewölbe aus Schlingrippensternen mit Dreiblattendigungen. Der klassizistische Hochaltar aus dem Jahr 1833 stammt von Franz Stauder.[3]
- Pfarrkirche Mauthen
- Friedenskirche, 1963 von Roland Rainer
- Schloss Mandorf
- Schloss Weidenburg
- Pfarrkirche St. Jakob im Lesachtal
- Burgruine Pittersberg
- Burgruine Weidenburg
- Das Museum 1915–18 im Rathaus der Marktgemeinde wurde 1992 eröffnet. Die Ausstellung dokumentiert den Gebirgskrieg 1915–1918 an der unweit von Kötschach-Mauthen verlaufenden Front.
- Naturschutzgebiet und Natura2000-/Europaschutzgebiet Mussen
- Mauthner Klamm als Naturdenkmal
- Centrum Carnicum, das alpinhistorische Archiv des ÖAV Obergailtal-Lesachtal.
- Ehrengrab des Hugo Kuczera (1856–1916, Feldmarschallleutnant der k.u.k. Armee)[4]

## Wirtschaft, Infrastruktur und Verkehr
Kötschach-Mauthen ist zentraler Ort im oberen Gailtal und gleichzeitig Tor zum Lesachtal. Große regionale Bedeutung hat die Holzverarbeitung und die Produktion von Wärmetauschern. Neben den traditionellen Gewerbebetrieben spielen der Tourismus und die Gastronomie sowohl im Winter als auch im Sommer eine Rolle. Kötschach-Mauthen ist heilklimatischer Luft-Kurort. Die Gemeinde hat ein modernes Frei- und Hallenbad („Aquarena“), das größte in der Region Oberes Gailtal/Lesachtal. Zudem trägt der Ortsteil Mauthen den Titel Bergsteigerdorf des ÖAV.
Traditionelles Handwerk wie die Schmiedekunst hat sich in dieser Ortschaft seit 1877 bis heute erhalten. Die Arbeit der Kunstschmiede Leopold Durchner ist von Norditalien bis nach Skandinavien gesucht.
Durch die Alpen Adria Energie ist der Ort energieautark geworden.

### Wirtschaftssektoren
Die folgende Tabelle zeigt die Entwicklung der Betriebsanzahl und der Beschäftigten in den Wirtschaftssektoren:
| Wirtschaftssektor            | Anzahl Betriebe | Anzahl Betriebe | Anzahl Betriebe | Erwerbstätige | Erwerbstätige | Erwerbstätige |
| Wirtschaftssektor            | 2021            | 2011            | 2001            | 2021          | 2011          | 2001          |
| ---------------------------- | --------------- | --------------- | --------------- | ------------- | ------------- | ------------- |
| Land- und Forstwirtschaft 1) | 100             | 235             | 261             | 119           | 113           | 88            |
| Produktion                   | 57              | 60              | 45              | 437           | 839           | 688           |
| Dienstleistung               | 235             | 214             | 160             | 1005          | 697           | 903           |

1) Betriebe mit Fläche in den Jahren 2010 und 1999

### Gesundheit
In Laas befindet sich das LKH Laas, ein Landeskrankenhaus mit einer medizinischen Abteilung sowie einer Abteilung für chronisch Kranke.

### Verkehr
Die Gailtalbahn wurde zum Fahrplanwechsel 2016/2017 zwischen Hermagor und Kötschach-Mauthen eingestellt. Seitdem ist Kötschach-Mauthen nur mehr mittels Bussen an den öffentlichen Verkehr angebunden. Die Gailtalbahn Betriebs GmbH und der „Verein Gailtalbahn“ möchten die stillgelegte Bahnstrecke als Anschlussbahn zukünftig weiter betreiben und bieten im Sommer Fahrten mit Fahrraddraisinen an. Auch Sonderzüge sind zu speziellen Anlässen geplant.

### Energie
Kötschach-Mauthen gehört zu den 24 Gemeinden in Österreich (Stand 2019), die mit der höchsten Auszeichnung des e5-Gemeinden Energieprojekts ausgezeichnet wurden. Das e5-Gemeinde-Projekt soll die Umsetzung einer modernen Energie- und Klimapolitik auf Gemeindeebene fördern.
In Würmlach trennen sich die Pipelines AWP und TAL.
Hier steht seit 2005 eine Biogasanlage. Das Gas wird in einer Rohrleitung nach Kötschach in das Heizkraftwerk geleitet.

## Politik

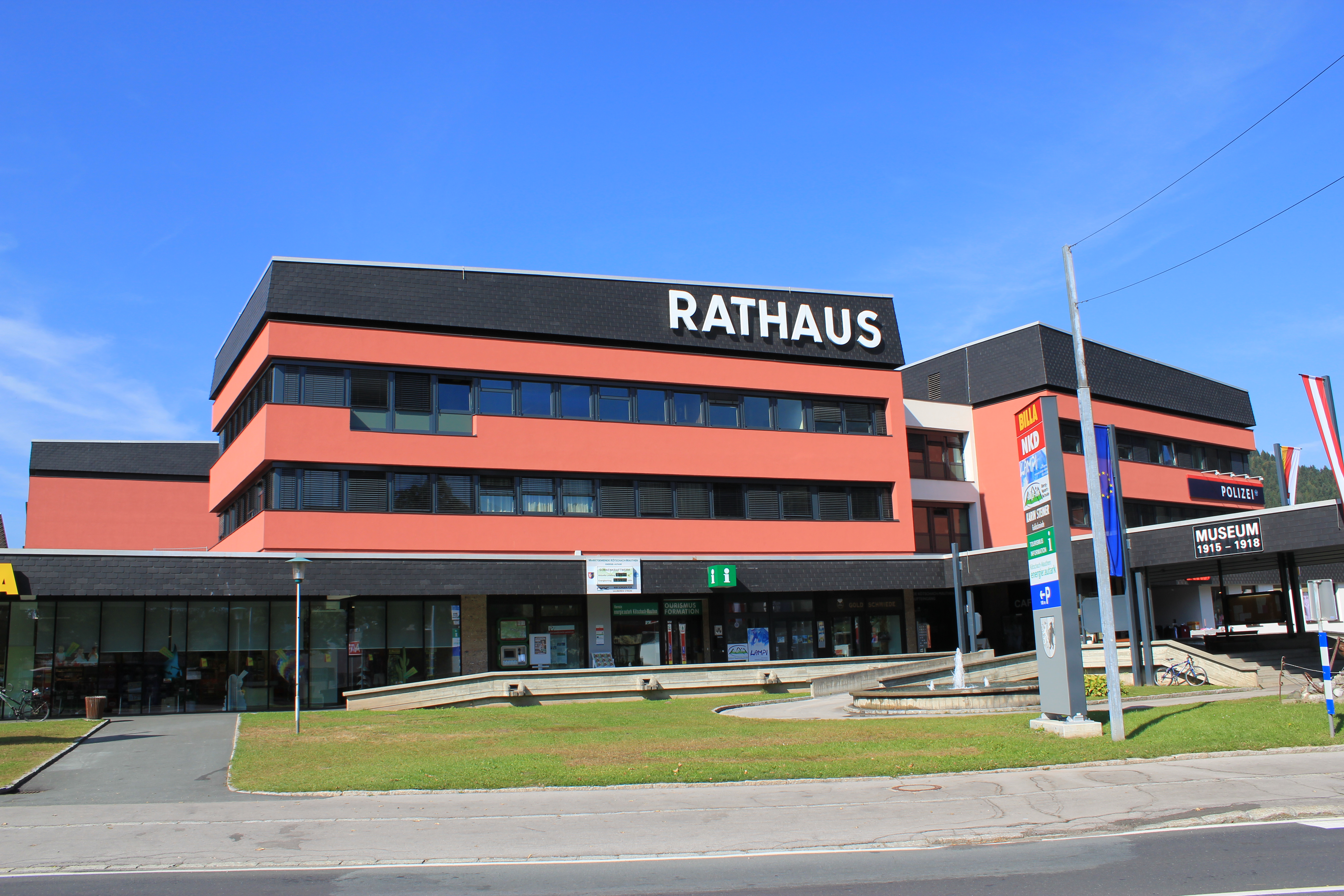
Rathaus der Marktgemeinde Kötschach-Mauthen

### Gemeinderat
Der Gemeinderat von Kötschach-Mauthen hat 23 Mitglieder.
- Mit der Gemeinderatswahl 2015 hatte er folgende Zusammensetzung: 13 SPÖ, 7 ÖVP, 2 Namensliste Thurner, 1 FPÖ[12]
- Seit der Gemeinderatswahl 2021 hat er folgende Zusammensetzung: 12 SPÖ, 7 ÖVP, 2 Namensliste Thurner, 2 FPÖ[12]

### Bürgermeister
Direkt gewählter Bürgermeister ist seit 2020 Josef Zoppoth (SPÖ)
- 2015 bis 2020  Walter Hartlieb (SPÖ)[14][15]

### Wappen
Kaiser Karl V. zeichnete den Markt Mauthen am 25. März 1524 durch die Verleihung eines Wappens aus. Das Wappenbild stellt einen verwundeten Bären in blaugelbem Feld dar.

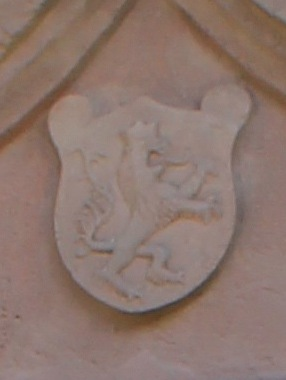
Wappen Villingers an der Laaser Andreaskirche

Graf Georg von Ortenburg verlieh Mauthen am 5. Mai 1619 ein Marktwappen. Der gekrönte Löwe ist das Wappen des Jakob Villinger von Schönenberg, Buchhalter und ab 1514 Generalschatzmeister von Kaiser Maximilian I.; Villinger hatte von Maximilian I. 1502 Schloss und Herrschaft Pittersberg erhalten. Sein Wappen findet sich auch in der Wölbung der Filialkirche von Laas. Im hinteren Wappenteil findet sich ein blutender Braunbär, was an einen offensichtlich Aufsehen erregenden Jagdunfall erinnert, bei dem der Bär, tödlich getroffen, mit letzter Kraft einen Baum ausgerissen haben soll.
Das Mauthener Wappen erlosch 1958 offiziell mit der Vereinigung von Mauthen mit Kötschach, wurde der Marktgemeinde aber am 20. Juli 1975 mit folgender Blasonierung neu verliehen:
„Im gespaltenen Schild vorne in Rot ein gold gekrönter und bewehrter silberner Löwe; hinten in Blau mit goldenem Schräglinksbalken ein aus einer Brustwunde blutender Braunbär, der, hinter sich greifend, einen grünen Baum umzureißen sucht.“
Die Fahne ist Blau-Gelb-Rot mit eingearbeitetem Wappen.

## Persönlichkeiten

### Söhne und Töchter der Gemeinde
- Georg von Khevenhüller (1533–1587), Adeliger, Landeshauptmann von Kärnten 1565–1587
- Oswald Nischelwitzer (1811–1894), Bürgermeister von Mauthen, Landtags- und Reichstagsabgeordneter, Parlamentspräsident nach dem Übergang von der absoluten zur konstitutionellen Monarchie
- Ambros Wernisch (1862–1923), Mitglied des Abgeordnetenhauses 1897–1907
- Franz Pichler-Mandorf (1885–1972), Politiker (SPÖ), Bürgermeister von Klagenfurt
- Ignaz Tschurtschenthaler (1890–1954), Politiker (ÖVP)
- Josef Klaus (1910–2001), österreichischer Politiker (ÖVP), Landeshauptmann von Salzburg (1949–1961), Bundeskanzler (1964–1970)
- Heidulf Gerngross (* 1939), österreichischer Architekt, Künstler und Herausgeber des ST/A/R
- Gerhard Stangl (1944–2024), Bürgermeister von Kötschach-Mauthen, Abgeordneter zum Kärntner Landtag[17]
- Norbert Sattler (1951–2023), Kanute
- Sissy Sonnleitner (* 1953), österreichische Köchin, Gastronomin und Autorin
- Josef Dabernig (* 1956), Künstler und Filmemacher
- Heimo Zobernig (* 1958), Künstler
- Richard Kaplenig (* 1963), Künstler
- Gerfried Sitar (* 1968), Geistlicher im Stift St. Paul im Lavanttal, Bischofsvikar der Diözese Gurk, Autor und Ausstellungsmacher

### Mit der Gemeinde verbundene Persönlichkeiten
- Wolfgang Dabernig „Radlwolf“  (* 1958), Behindertenradsportler und Paralympic-Silbermedaillengewinner
- Andrea Drumbl (* 1976), Schriftstellerin
- Herta Hofer (* 1936), akademische Malerin, Klangmalerin, Verfasserin von Lyrik- und Prosatexten
- Gerard Kanduth (* 1958), Jurist und Schriftsteller
- Christina Patterer (* 1992), Politikerin (SPÖ), Vizebürgermeisterin von Kötschach-Mauthen[18]
- Walther Schaumann (1923–2004), Offizier, Bergsteiger, Historiker und Autor